# Jean François Marie de Surville
Jean François Marie de Surville (ur. 18 stycznia 1717 w Port-Louis, zm. 8 kwietnia 1770 w Chilca w Peru) – francuski żeglarz, odkrywca i kupiec. 
Urodził się w rodzinie urzędnika Jeana oraz Françoise Mariteau z domu de Roscadec, której ojciec był armatorem. Mając dziesięć lat zamustrował się na statek Francuskiej Kompanii Wschodnioindyjskiej i pływał po Oceanie Indyjskim oraz wzdłuż wybrzeży Chin. Następnie wstąpił do francuskiej marynarki wojennej, walcząc w trakcie dwóch wojen: o sukcesję austriacką  oraz siedmioletniej. Za udział w tych walkach został nagrodzony w 1759 Krzyżem św. Ludwika. Po wojnie powrócił do handlu morskiego, od 1766 żeglując na wodach Oceanu Indyjskiego, a na początku czerwca 1769 zorganizował z Indii wyprawę handlowo-odkrywczą na Ocean Spokojny płynąc na statku Saint Jean Baptiste. Po wpłynięciu na ten ocean przez dłuższy czas płynął bez napotkania jakichkolwiek lądów, aż w pierwszych dniach października dotarł na wyspę Choiseul w archipelagu Wysp Salomona, które następnie, mimo ataku tubylców, badał z pokładu statku. Ze względu na wyczerpanie załogi i problemy z zapasami zawrócił do Nowej Zelandii, docierając na Wyspę Północną 12 grudnia i przebywając przy jej brzegu do końca roku. W trakcie pobytu handlował z Maorysami, sporządzając jednocześnie notatki i ryciny dokumentujące życie tego ludu. Materiały te przetrwały i mają znaczą wartość poznawczą dla współczesnych badaczy. Pod koniec miesiąca doszło do konfliktu z mieszkańcami wyspy i załamania pogody, w efekcie czego de Surville odpłynął w kierunku Ameryki Południowej, docierając do peruwiańskiego portu Chilca 8 kwietnia 1770. W tenże dzień utonął podczas próby wylądowania. Został pochowany w Limie. Statek i część załogi ocalała, choć do 1772 byli przetrzymywani przez miejscowe władze hiszpańskie. Do Francji powrócili w kwietniu 1773. 
Od 1750 był żonaty z Marie Jouaneaulx, z którą miał dwóch synów. 
W 1967 r., w Port-Louis, rodzinnym mieście żeglarza, nazwano jego nazwiskiem ulicę.  